# Puilo
Es una pequeña localidad rural ubicada en la ribera oeste del Río Rahue en la comuna de Osorno, junto a la isla de Quilacahuín que forma el Río Rahue.
Esta localidad se ha visto en ocasiones afectada por las crecidas del río.

## Accesibilidad y transporte
Se accede a él por la Ruta U-278 a 33,4 km de Osorno y a 5,8 km de Quilacahuín.